# Saint-Romain-le-Puy
Saint-Romain-le-Puy és un municipi francès situat al departament del Loira i a la regió d'Alvèrnia-Roine-Alps. L'any 2007 tenia 3.419 habitants.

## Demografia

### Població
El 2007 la població de fet de Saint-Romain-le-Puy era de 3.419 persones. Hi havia 1.343 famílies de les quals 305 eren unipersonals (94 homes vivint sols i 211 dones vivint soles), 462 parelles sense fills, 509 parelles amb fills i 67 famílies monoparentals amb fills.
La població ha evolucionat segons el següent gràfic:
Habitants censats

### Habitatges
El 2007 hi havia 1.458 habitatges, 1.354 eren l'habitatge principal de la família, 26 eren segones residències i 78 estaven desocupats. 1.240 eren cases i 216 eren apartaments. Dels 1.354 habitatges principals, 1.033 estaven ocupats pels seus propietaris, 293 estaven llogats i ocupats pels llogaters i 27 estaven cedits a títol gratuït; 4 tenien una cambra, 74 en tenien dues, 213 en tenien tres, 472 en tenien quatre i 590 en tenien cinc o més. 920 habitatges disposaven pel capbaix d'una plaça de pàrquing. A 536 habitatges hi havia un automòbil i a 684 n'hi havia dos o més.

### Piràmide de població
La piràmide de població per edats i sexe el 2009 era:
| Homes | Edats   | Dones |
| ----- | ------- | ----- |
| 0     | 95 o +  | 0     |
| 0     | 90 a 94 | 16    |
| 8     | 85 a 89 | 24    |
| 12    | 80 a 84 | 20    |
| 44    | 75 a 79 | 64    |
| 64    | 70 a 74 | 84    |
| 92    | 65 a 69 | 92    |
| 92    | 60 a 64 | 64    |
| 36    | 55 a 59 | 68    |
| 104   | 50 a 54 | 92    |
| 124   | 45 a 49 | 100   |
| 100   | 40 a 44 | 120   |
| 88    | 35 a 39 | 92    |
| 88    | 30 a 34 | 96    |
| 104   | 25 a 29 | 84    |
| 76    | 20 a 24 | 76    |
| 116   | 15 a 19 | 84    |
| 76    | 10 a 14 | 108   |
| 64    | 5 a 9   | 88    |
| 52    | 0 a 4   | 84    |

## Economia
El 2007 la població en edat de treballar era de 2.138 persones, 1.614 eren actives i 524 eren inactives. De les 1.614 persones actives 1.511 estaven ocupades (831 homes i 680 dones) i 102 estaven aturades (26 homes i 76 dones). De les 524 persones inactives 185 estaven jubilades, 184 estaven estudiant i 155 estaven classificades com a «altres inactius».

### Ingressos
El 2009 a Saint-Romain-le-Puy hi havia 1.390 unitats fiscals que integraven 3.562 persones, la mediana anual d'ingressos fiscals per persona era de 17.916 €.

### Activitats econòmiques
Dels 164 establiments que hi havia el 2007, 6 eren d'empreses extractives, 5 d'empreses alimentàries, 2 d'empreses de fabricació d'elements pel transport, 13 d'empreses de fabricació d'altres productes industrials, 31 d'empreses de construcció, 34 d'empreses de comerç i reparació d'automòbils, 13 d'empreses de transport, 6 d'empreses d'hostatgeria i restauració, 2 d'empreses d'informació i comunicació, 10 d'empreses financeres, 6 d'empreses immobiliàries, 6 d'empreses de serveis, 15 d'entitats de l'administració pública i 15 d'empreses classificades com a «altres activitats de serveis».
Dels 49 establiments de servei als particulars que hi havia el 2009, 1 era una oficina de correu, 1 una oficina bancària, 1 funerària, 4 tallers de reparació d'automòbils i de material agrícola, 1 autoescola, 6 paletes, 4 guixaires pintors, 5 fusteries, 6 lampisteries, 5 electricistes, 5 perruqueries, 5 restaurants, 3 agències immobiliàries i 2 salons de bellesa.
Dels 11 establiments comercials que hi havia el 2009, 1 era una botiga de més de 120 m², 2 fleques, 3 carnisseries, 1 una llibreria, 1 una botiga de roba, 1 una botiga d'equipament de la llar i 2 floristeries.
L'any 2000 a Saint-Romain-le-Puy hi havia 35 explotacions agrícoles que ocupaven un total de 792 hectàrees.

## Equipaments sanitaris i escolars
L'únic equipament sanitari que hi havia el 2009 era una farmàcia.
El 2009 hi havia 1 escola maternal i 1 escola elemental. Saint-Romain-le-Puy disposava d'un col·legi d'educació secundària amb 674 alumnes.

## Poblacions més properes
El següent diagrama mostra les poblacions més properes.